# 佐野力
佐野 力（さの ちから、1941年2月15日 - ）は、日本の実業家。日本オラクル設立者で、同社代表取締役会長兼最高経営責任者や、オラクル本社のシニア・バイス・プレジデントを務めた。

## 人物・経歴
北海道夕張郡栗山町生まれ。実家は写真館。父は19歳で室蘭港を出てシンガポールでイギリス人から写真技術を学んだ人物で、その影響から海外で働きたいという気持ちが強まった。
1963年小樽商科大学商学部卒業。大学では応援団や柔道部に所属。学業では「社長と副社長では天と地の差がある」という伊藤森右衛門教授から大きな影響を受けたという。
大学卒業後日本IBM入社。中国事業開発部長、西部営業本部長を経て、1988年エス・アンド・アイ代表取締役社長。日本オラクルを設立。アレン・マイナー初代代表の招聘で1990年から同社初代代表取締役社長を務めた。1994年オラクル・コーポレーションシニア・バイス・プレジデント。
2000年には日本オラクルの東京証券取引所第1部への上場を果たし、同年同社代表取締役会長兼最高経営責任者（CEO）に就任。大学の先輩にあたる小林多喜二の研究も行い、2001年には千葉県我孫子市に白樺文学館を設立し館長に就任した。同年サンブリッジ取締役。また、母校小樽商科大学に佐野力海外留学奨励金を創設するなどした。

## 著書
- 『辞めた、起こした、成功した!そしてロマン』浩気社 2000年